# Iluocoetes fimbriatus
 Iluocoetes fimbriatus és una espècie de peix de la família dels zoàrcids i de l'ordre dels perciformes.

## Morfologia
- Els mascles poden assolir 35,6 cm de longitud total.
- Nombre de vèrtebres: 87-94.[4][5]

## Depredadors
A les Illes Malvines és depredat per Cottoperca gobio i Salilota australis, i a l'Argentina per Dipturus chilensis.

## Hàbitat
És un peix de clima temperat i demersal que viu entre 0-600 m de fondària.

## Distribució geogràfica
Es troba a Xile, l'Argentina i les Illes Malvines.

## Observacions
És inofensiu per als humans.